# 鮑勃氏魮
鮑勃氏魮（学名：Barbus boboi）為輻鰭魚綱鯉形目鯉科的其中一個種。被IUCN列為極危保育類動物，分布於非洲賴比瑞亞，本魚前面的觸鬚達到眼的後半段，在後部的觸鬚可能達到前鰓蓋。鱗片的後緣，特別在側線，有顏色。側線的穿孔分開這一個顏色進入2列的平行斑紋。橢圓形的黑色斑點大小那眼睛在尾柄上。背鰭軟條11枚；臀鰭軟條8枚，體長可達5.2公分。

## 扩展阅读
維基物種上的相關：鮑勃氏魮